# Parasteatoda tepidariorum
Parasteatoda tepidariorum is een spinnensoort in de taxonomische indeling van de kogelspinnen (Theridiidae).

## Taxonomie
Het dier behoort tot het geslacht Parasteatoda. De wetenschappelijke naam van de soort werd voor het eerst geldig gepubliceerd in 1841 door Carl Ludwig Koch.

## Kenmerken
Mannetjes bereiken een lichaamslengte van 3,5 tot 4 mm, vrouwtjes 4,5 tot 7 mm. Zoals bij alle leden van het geslacht, is de opisthosoma hoger dan lang. De kleurstelling is zeer variabel. De prosoma is grijs, bruinachtig of zwart, een gele vorm komt ook voor. De basiskleur van de opisthosoma is dienovereenkomstig grijs, bruinachtig, zwart of geel en vertoont een wit, zeer onregelmatig vlekkenpatroon. De poten zijn donker geringd.

## Verspreiding en habitat
Het oorspronkelijke thuisland van de soort is onduidelijk, maar het komt waarschijnlijk uit de tropen van Zuid-Amerika, waar een aantal gelijkaardige soorten voorkomen. Anno 2023 wordt de soort wereldwijd verspreid.
De soort komt voor op gematigde breedtegraden, vooral in vorstvrije ruimtes zoals kassen en kelders, maar ook onder bruggen of in deuropeningen. In Midden-Europa komt de soort echter steeds vaker buiten voor in warmere streken.Volgens Platen leeft de soort hier ook in boomtoppen. Blijkbaar heeft het zich als onderdeel van zijn wereldwijde verspreiding ook aangepast aan een kouder klimaat.

## Levenswijze
In en op gebouwen bouwt de spin zijn webben meestal dicht bij de grond. Afzonderlijke draden trekken naar beneden uit het vrij grote, losjes geweven veiligheidsnet, dat alleen in het onderste gedeelte van lijmdruppels is voorzien. De grijsbruine, vrij stevige en enigszins peervormige cocon wordt in het net gehangen en bewaakt. In het wild kan de spin tussen de 1 en 5 cocons (gemiddeld 3) per seizoen produceren, afhankelijk van het voedselaanbod. De jonge spinnen komen na ongeveer 11 dagen uit.